# Condado de Love
El condado de Love (en inglés: Love County), fundado en 1907 y con nombre en honor al juez Overton Love, es un condado del estado estadounidense de Oklahoma. En el año 2000 tenía una población de 8.831 habitantes con una densidad de población de 7 personas por km². La sede del condado es Marietta.

## Geografía
Según la oficina del censo el condado tiene una superficie total de 1378 km² (532 mi²), de los que 1335 km² (515,4 mi²) son tierra y 43 km² (16,6 mi²) (3,11 %) son agua.

### Condados adyacentes
- Condado de Carter - norte
- Condado de Marshall - este
- Condado de Cooke - sur
- Condado de Montague - suroeste
- Condado de Jefferson - noroeste

### Principales carreteras y autopistas
- Interestatal 35
- U.S. Autopista 77
- Carretera Estatal 32
- Carretera Estatal 76

## Demografía
Según el censo del 2000 la renta per cápita media de los habitantes del condado era de 32.558 dólares y el ingreso medio de una familia era de 38.212 dólares. En el año 2000 los hombres tenían unos ingresos anuales 30.024 dólares frente a los 20.578 dólares que percibían las mujeres. El ingreso por habitante era de 16.648 dólares y alrededor de un 11,80% de la población estaba bajo el umbral de pobreza nacional.

## Ciudades y pueblos
- Leon
- Marietta
- Thackerville
- Burneyville
- Greenville
- Overbrook
- Rubottom
- Enville
- Orr
- Courtney
- Jimtown